# Linea M2 (metropolitana di Palma di Maiorca)
La linea M2 della metropolitana di Palma di Maiorca è stata la seconda linea metropolitana ad essere costruita sull'isola spagnola. I suoi capolinea sono: Plaza de España e Marratxí.
Ha 9 stazioni,  3 di cui sono comune con la linea M1 (le stazioni Plaza de España, Jacint Verdaguer e Son Costa/Son Fortesa). È contraddistinta dal colore rosso.
La linea M2 ha un totale di 9 stazioni per una lunghezza di 8,35 km, coprendo l'intero percorso in 14 minuti. Essa si sviluppa per l'intero tratto sulla rete ferroviaria di Maiorca, coprendo la parte urbana della linea che collega il capoluogo maiorchino con Marratxí. Le prime tre stazioni sono comuni alla linea M1.
Entrata in servizio il 13 marzo 2013, la linea nasce con lo scopo di rendere più frequenti i collegamenti tra i due centri urbani, velocizzando le tre tratte suburbane verso le altre città dell'isola (Inca, Sa Pobla e Manacor), togliendo le fermate intermedie. Viene così creato un nuovo tipo di collegamento metropolitano con una cadenza di 15/20 minuti.

## Storia
Nel novembre 2012 il Consorcio de Transportes de Mallorca annunciò la creazione della seconda linea, con un percorso tra le stazioni di Plaza de España e Marratxí. La realizzazione della linea non prevedeva costi in quanto sarebbero state utilizzate infrastrutture già esistenti e sarebbero stati utilizzati i convogli già in servizio sulla linea M1. I lavori di adeguamento iniziarono nel gennaio 2013 e durarono 2 mesi.
Il primo treno della linea M2 partì da Plaza de España alle ore 5:56, il 13 marzo 2013. Sul viaggio inaugurale erano presenti il sindaco di Marratxí, Bartomeu Oliver, il ministro dei trasporti, Biel Company e il direttore della SFM, José Ramón Orta.
Gli utenti valutarono in modo positivo la realizzazione della linea soprattutto per la diminuzione dei tempi di viaggi. Nonostante ciò alcuni utenti espressero la mancanza di informazioni circa l'attivazione della linea M2. Non vennero effettuati grandi cambiamenti nelle varie stazioni: non vennero cambiati i cartelli e i nuovi orari con le nuove frequenze vennero collocati sopra gli orari precedenti, inoltre la maggior parte degli utenti non notarono le novità.

## Descrizione
La linea è elettrificata tramite linea aerea con tensione a 1500 V a corrente continua ed è composta in totale da 9 stazioni. Si estende per 8,35 km. La circolazione treni è a destra.

### Stazioni
Nell'elenco che segue, a fianco ad ogni stazione, sono indicati i servizi presenti e gli eventuali interscambi ferroviari o con linee autobus interurbane.
| Unknown route-map component "utKACCa" |

| Urban tunnel stop on track |

| Urban tunnel stop on track |

| Unknown route-map component "uHSTACC" |

| Urban stop on track |

| Urban stop on track |

| Urban station on track |

| Unknown route-map component "uHSTACC" |

| Unknown route-map component "uHSTACC" |

| Unknown route-map component "uKACCe" |

### Materiale rotabile

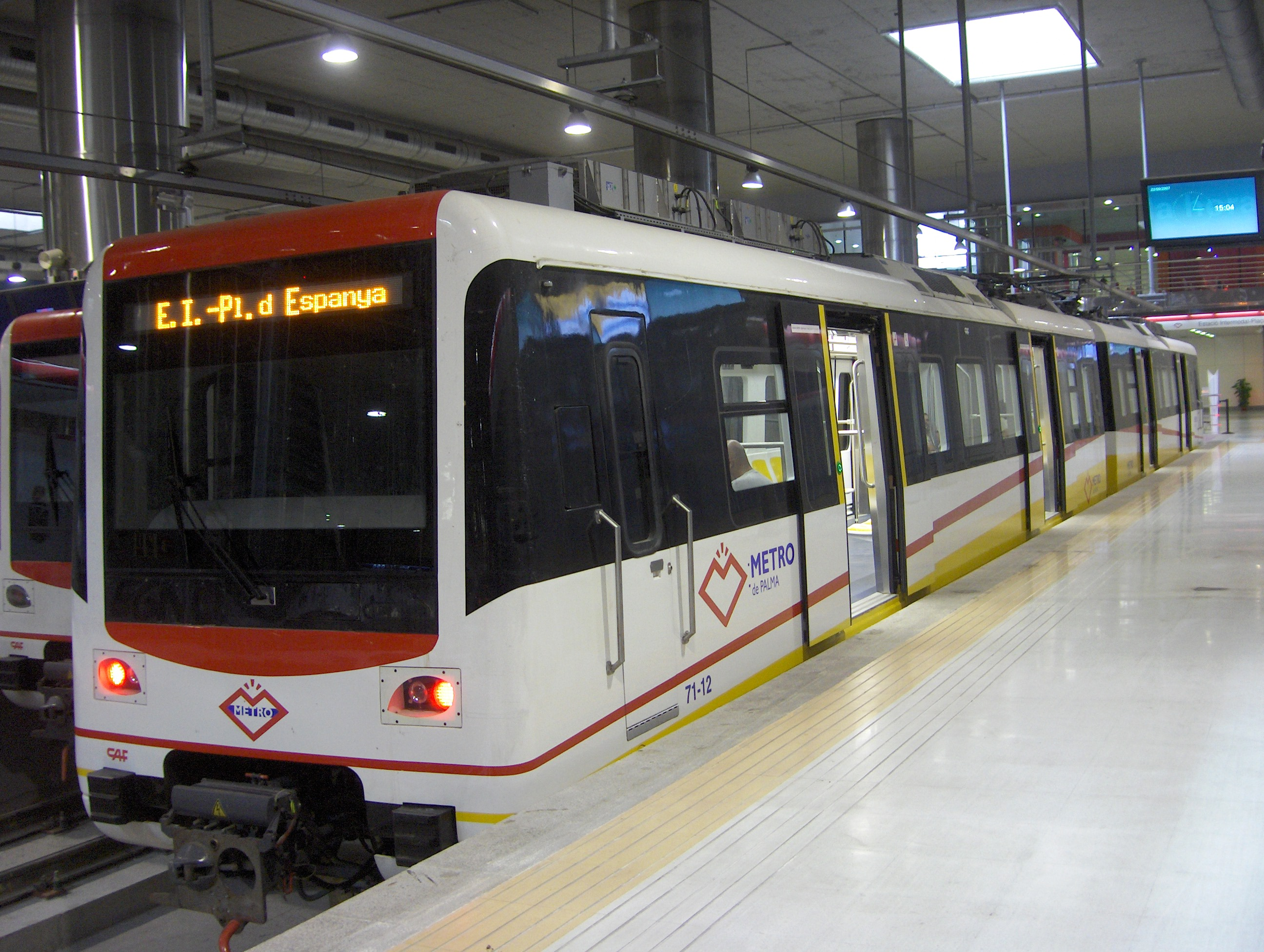
Treno in servizio sulla linea M2

All'apertura della linea M1, nel 2007,  furono introdotti in servizio i treni serie 71 della CAF. I treni vennero acquistati nel 2006 dalla CAF per oltre 14,5 milioni di euro. La capacità massima è di 306 passeggeri; 232 in piedi e 74 seduti. I treni possono raggiungere una velocità massima di 100 km/h.
Dal 13 marzo al 1 giugno 2013 circolarono sulla linea M2 cinque unità della serie Serie 81 de SFM di costruzione della CAF. La capacità massima è di 386 passeggeri; 268 in piedi e 118 seduti. I treni possono raggiungere una velocità massima di 100 km/h.

## Servizi

### Biglietterie
Tutte le stazioni sono dotate di macchine automatiche dove è possibile acquistare titoli di viaggi che sono validi sui vari sistemi di trasporto dell'isola.

### Orari
Il servizio inizia alle 6:30 e termina alle 23:00. Nei giorni feriali la frequenza dei treni è di 15 minuti tra le 6:30 e le 10:30 e tra le 13:00 e le 16:00, e ogni 30 minuti il resto della giornata. Nel fine settimana è attivo solo il servizio della linea M1 con una frequenza di un treno ogni 30 minuti.. Durante i mesi di luglio e agosto a causa della diminuzione della domanda per le vacanze estive, la frequenza dei treni aumenta, portando alla chiusura di tratti della linea o alla chiusura della medesima per lunghi periodi.

### Parcheggi di scambio
Sono presenti due parcheggi di scambio presso le stazioni di Son Fuster Vell  e di Son Sardina. La sosta è gratuita nel caso si disponga dell'abbonante intermodal. Tali parcheggi hanno l'accesso diretto alle stazioni della metropolitana. Tali parcheggi sono gestiti dalla Sociedad Municipal de Aparcamientos di Palma di Mallorca.
Vi sono inoltre parcheggi a cielo aperto presso le stazioni UIB, Son Fuster e Puente de Inca Nuevo.